# Agrostis fouilladei
Agrostis fouilladei é uma espécie de gramínea do gênero Agrostis, pertencente à família Poaceae.